# Český lev

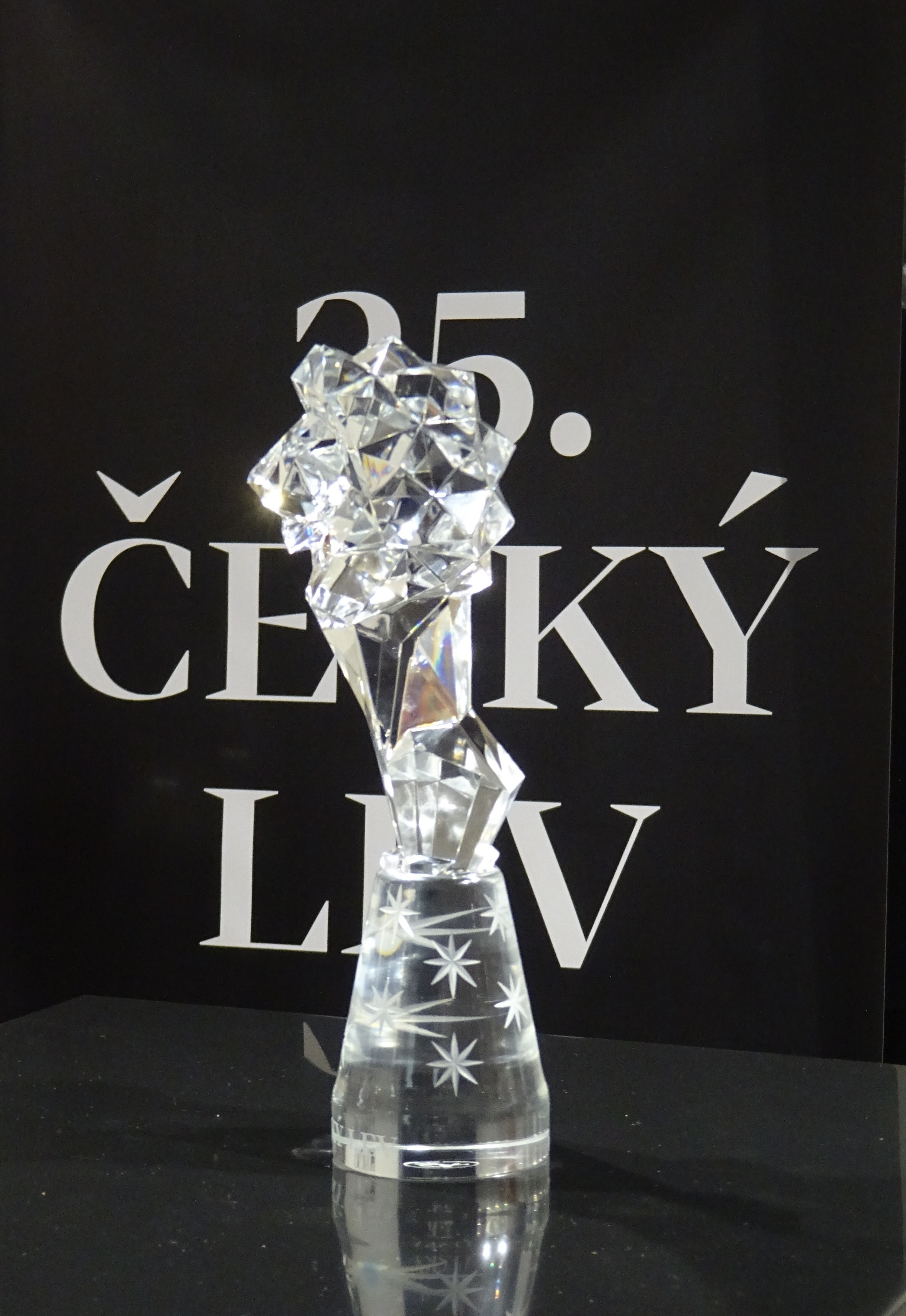
Trophäe des Český lev

Der Český lev (deutsch Böhmischer Löwe) ist ein tschechischer Filmpreis. Der nach dem gleichnamigen Wappentier benannte Preis wird seit 1993 jährlich verliehen.

## Auszeichnung

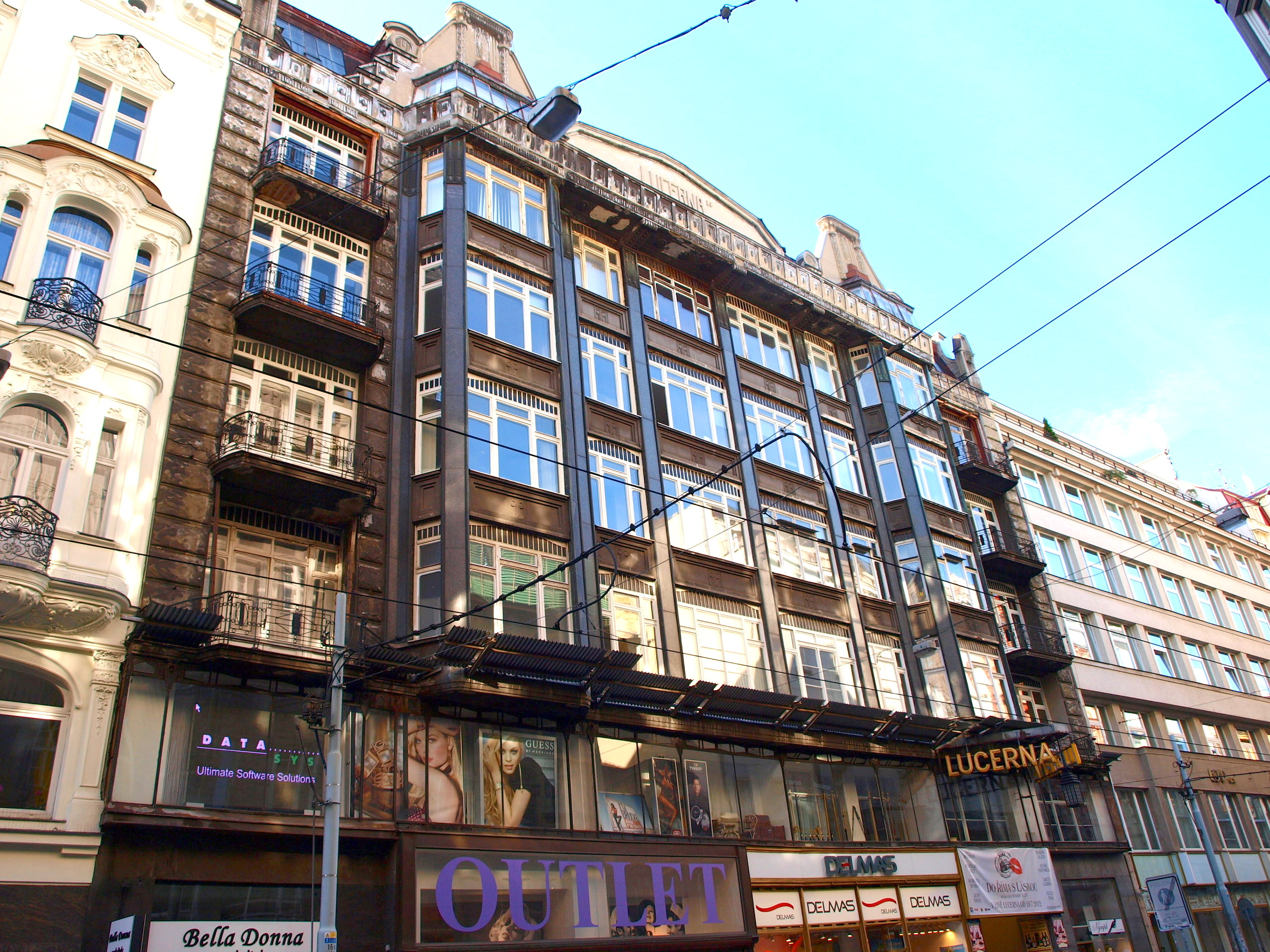
Die ersten 20 Jahre wurden die Český-lev-Preise im Lucerna-Palast verliehen

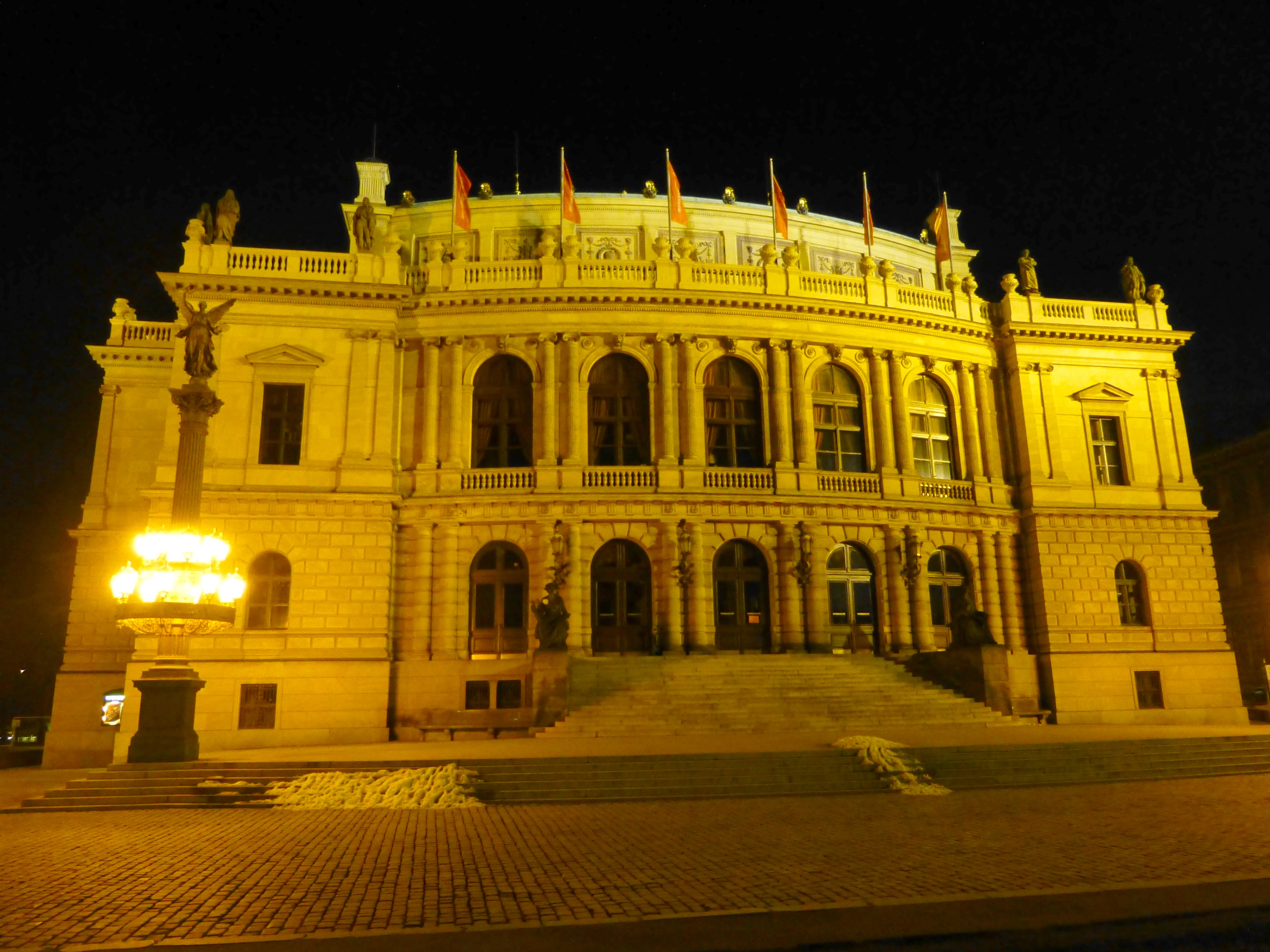
Seit den Český-lev-Verleihungen 2013 findet die Gala im Prager Rudolfinum statt

Die Nominierung findet in der Regel jedes Jahr im Februar statt, die Verleihung der Preise erfolgt im März.  Dabei werden jeweils Filme des Vorjahres prämiert. Mit dem Hauptpreis Bester Film ausgezeichnet werden können tschechische Spielfilme, die abendfüllend sind (mehr als 50 Minuten lang). Die Preisverleihungen fanden in den ersten zwei Jahrzehnten des Český-lev im Lucerna-Palst (Palác Lucerna) statt. Ab der Verleihung 2013 zog man ins Prager Rudolfinum.
Die Trophäe des Český lev ist seit 2017 ein kristallener Löwe, der vom Designer Rony Plesl entworfen wurde und von der Firma Rückl in Nižbor hergestellt wird.
Der Film mit den bislang meisten Český-lev-Auszeichnungen ist Der Verrat von München (Originaltitel: Masaryk), der 2016 bei insgesamt 13 Nominierungen in 12 Kategorien ausgezeichnet wurde.
Am häufigsten mit einem Schauspielpreis auszeichnet wurde Ivan Trojan, der siebenmal den „Böhmischen Löwen“ erhielt (fünfmal als Bester Hauptdarsteller, zweimal als Bester Nebendarsteller). Erfolgreichste Schauspielerinnen sind Anna Geislerová und Klára Melíšková mit insgesamt jeweils fünf Auszeichnungen; Geislerová dreimal als Beste Hauptdarstellerin und zweimal als Beste Nebendarstellerin,  Melíšková einmal als Beste Hauptdarstellerin und viermal als Beste Nebendarstellerin. Insgesamt viermal ausgezeichnet wurde Jiří Schmitzer, wobei alle Auszeichnungen als Bester Hauptdarsteller erfolgten. Am erfolgreichsten abseits der Schauspielpreise waren Vladimír Smutný mit acht Auszeichnungen und Martin Štrba mit vier Auszeichnungen in der Kategorie Beste Kamera.

## Kategorien
Der Preis wird derzeit (2024) in 24 Kategorien vergeben:
- Bester Spielfilm
- Beste Regie
- Bestes Drehbuch
- Beste Kamera
- Beste Filmmusik
- Bester Schnitt
- Bester Ton
- Bestes Szenenbild
- Bestes Kostümbild
- Bestes Maskenbild
- Beste Hauptdarstellerin
- Bester Hauptdarsteller
- Beste Nebendarstellerin
- Bester Nebendarsteller
- Bester Dokumentarfilm
- Bester Fernsehfilm
- Bester Animationsfilm
- Bester Kurzfilm
- Beste Hauptdarstellerin in einer Serienproduktion
- Bester Hauptdarsteller in einer Serienproduktion
- Beste Nebendarstellerin in einer Serienproduktion
- Bester Nebendarsteller in einer Serienproduktion
- Preis für Verdienste für den tschechischen Film
- Herausragende Leistung im Bereich Audiovision

## Listen der Preisträger

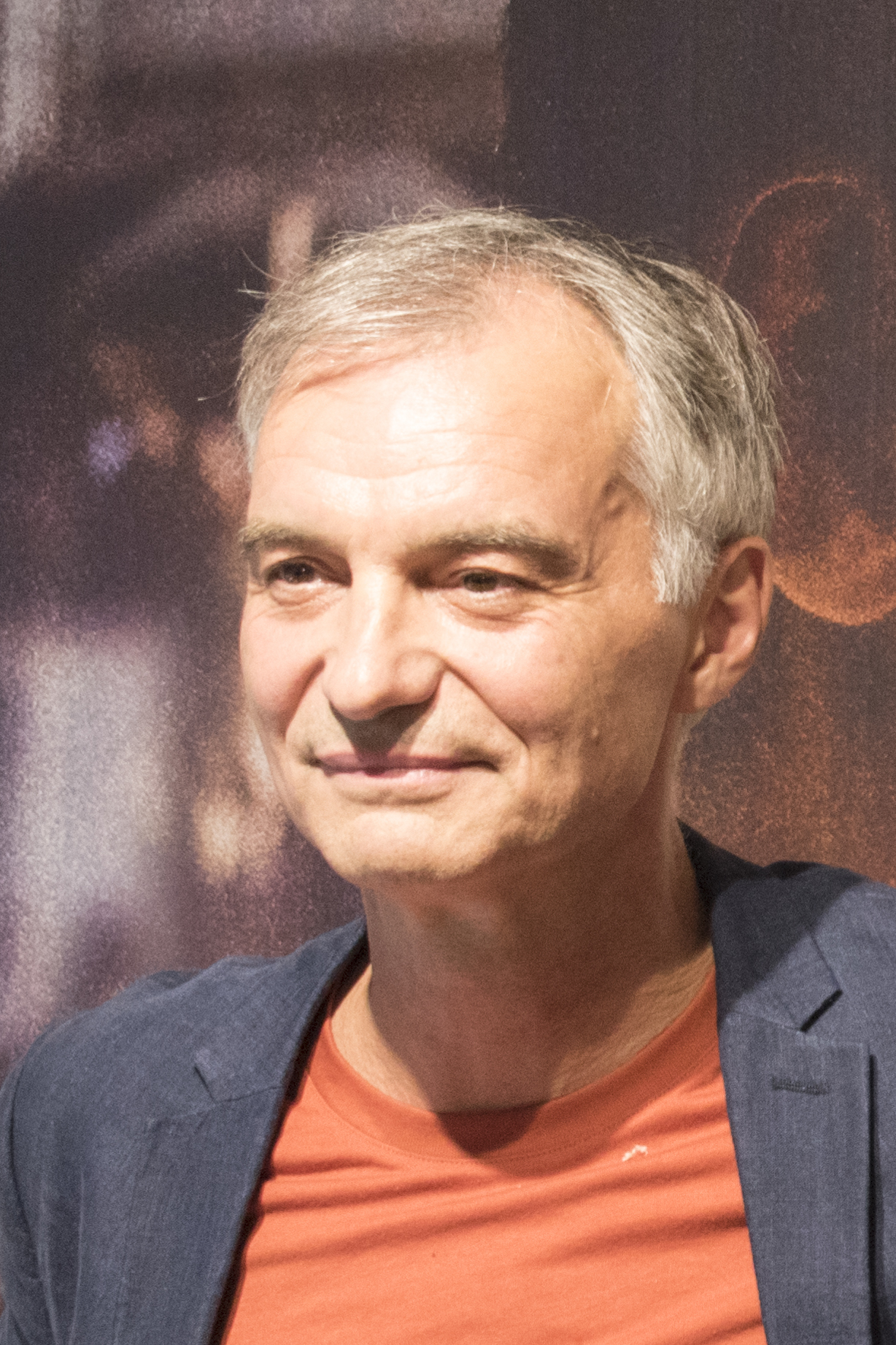
Ivan Trojan wurde siebenmal mit dem Preis ausgezeichnet (Foto von 2020)

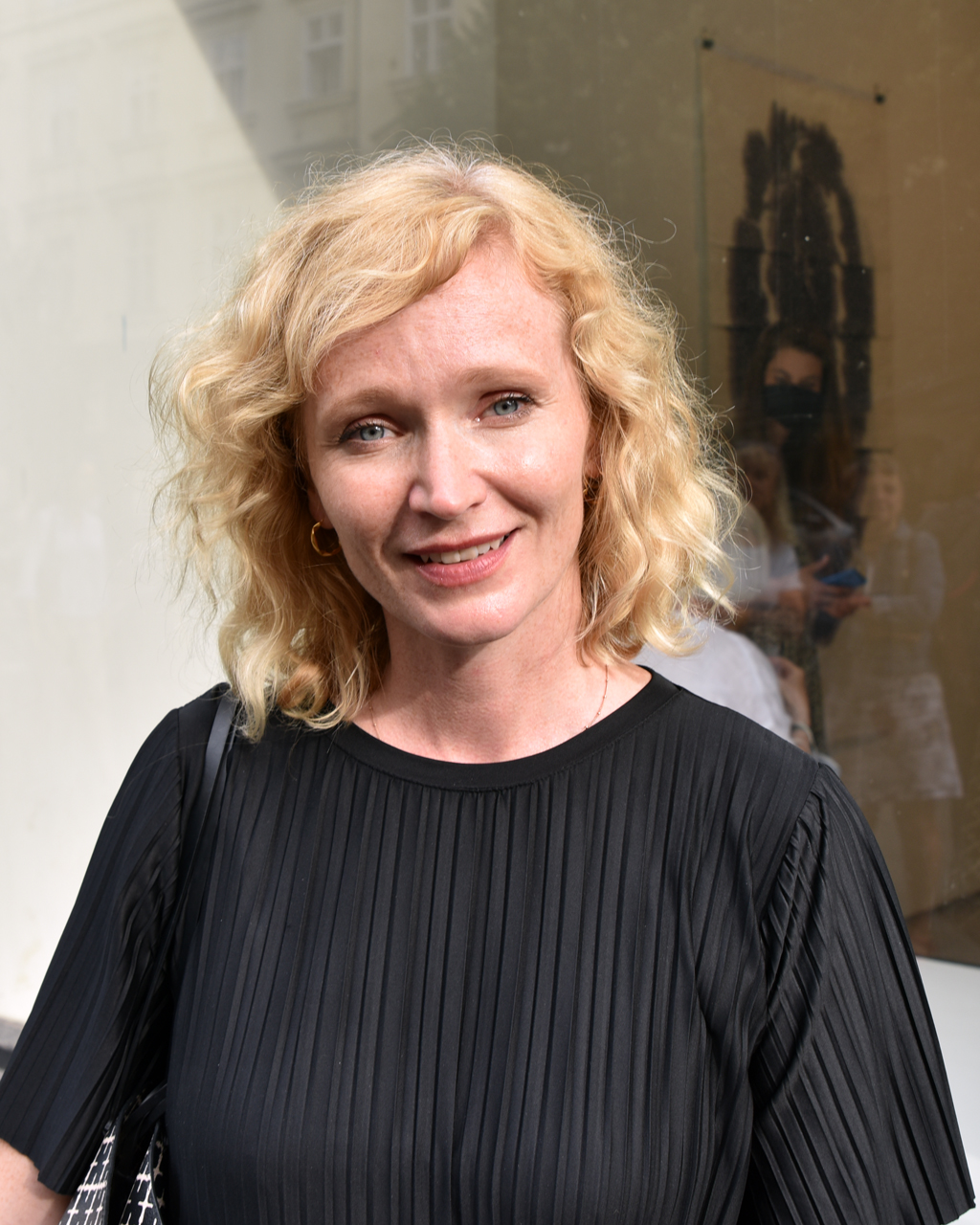
Anna Geislerová wurde fünfmal mit dem Preis ausgezeichnet (Foto von 2021)

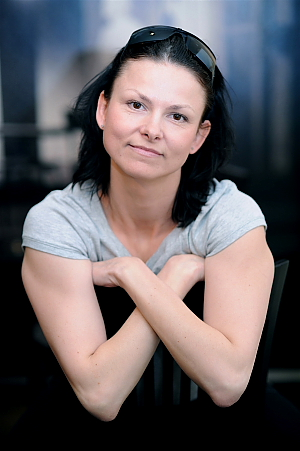
Klára Melíšková wurde fünfmal mit dem Preis ausgezeichnet (Foto von 2011)

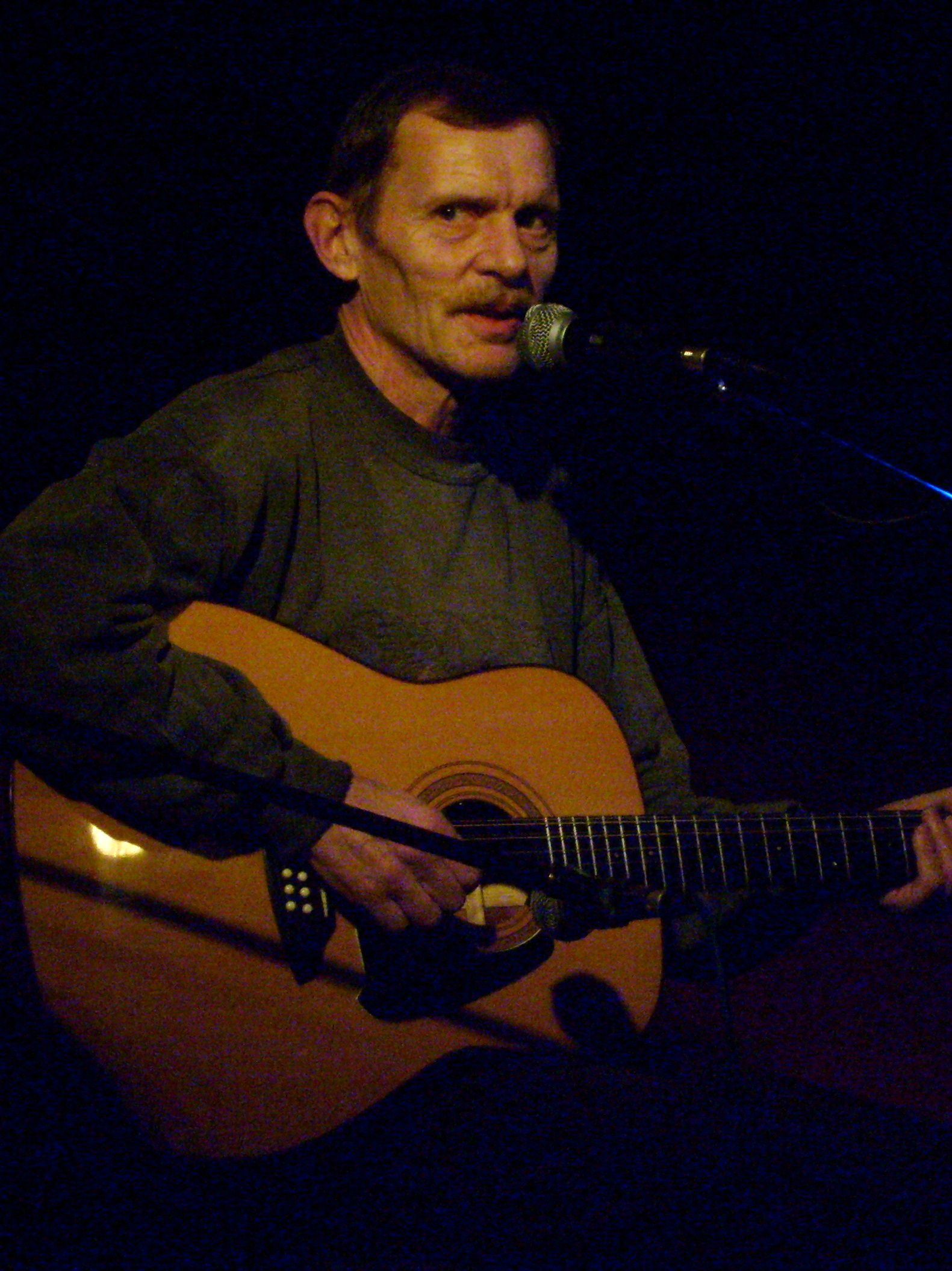
Jiří Schmitzer wurde viermal mit dem Preis ausgezeichnet (Foto von 2008)

| Kategorie                 | Originalbezeichnung                      |
| ------------------------- | ---------------------------------------- |
| Bester Film               | nejlepší film                            |
| Beste Regie               | nejlepší režie                           |
| Beste Hauptdarstellerin   | ženský herecký výkon v hlavní roli       |
| Bester Hauptdarsteller    | mužský herecký výkon v hlavní roli       |
| Beste Nebendarstellerin   | ženský herecký výkon ve vedlejší roli    |
| Bester Nebendarsteller    | mužský herecký výkon ve vedlejší roli    |
| Bestes Drehbuch           | nejlepší scénář                          |
| Beste Kamera              | nejlepší kamera                          |
| Beste Filmmusik           | nejlepší hudba                           |
| Bester Schnitt            | nejlepší střih                           |
| Bester Dokumentarfilm     | nejlepší dokument                        |
| Bester ausländischer Film | Cena Magnesie – nejlepší zahraniční film |